# Español de España
El español o castellano de España, peninsular, europeo, ibérico o español es el conjunto de dialectos y acentos del idioma español hablado en España, en ciertos contextos incluyendo el geolecto de Canarias. Como categoría dialectológica, incluye también las variedades nativas de castellano habladas en países cercanos a España, como Andorra, Marruecos o el territorio de Gibraltar. Se suelen distinguir dos grandes áreas dialectales: las variedades septentrionales y las meridionales.
Algunos autores también hablan de dialectos para el castellano hablado en las zonas de idioma catalán y de idioma gallego. En las áreas urbanas de España actualmente los dialectos tienden a ser más homogéneos; además, la alfabetización de la población, el desarrollo y la expansión de los medios de comunicación, especialmente los hablados (televisión y radio) y la profusión de la literatura desde mediados del siglo XX han hecho que cada vez sea más frecuente el uso de un español peninsular homogéneo frente a los dialectos regionales, que tienden a desaparecer, sobre todo los del norte. Todos los dialectos del castellano en España son mutuamente inteligibles entre sí, pese a que en ocasiones existe cierta dificultad de comprensión entre hablantes de una y otra región. La Organización Internacional para la Estandarización utiliza la abreviación es-ES como código de idioma de estas variedades en el estándar ISO 639.

## Variedades regionales

Evolución cronológica de los idiomas en la península ibérica, en mostaza el idioma español con el término castellano.

Una de las diferencias más prominentes que hay en España es el uso de las tres formas de pronunciación existentes en el castellano según la región; que son el ceceo, el seseo o, la más común, la distinción. Las variedades del seseo y el ceceo son frecuentes entre las comunidades de la zona sur. Es común dividir el español de España en dos grandes bloques dialectales:
- Dialectos castellanos septentrionales
- Dialectos castellanos meridionales

Algunas diferencias percibidas como dialectales en España, corresponden en realidad a la interferencia de una lengua nativa distinta al castellano, de forma que la entonación o pronunciación de ésta, sobresale más o menos dependiendo del hablante.

## Características
No existe una característica común a todas las variedades de español de España, de hecho la diversidad interna es prácticamente tan grande como la que existe entre el español de España y el español de América. Los medios de comunicación hablados usan para las comunicaciones formales una forma estándar basada en los registros altos del español hablado en Madrid, mientras que el español de América comparte más rasgos con el castellano meridional que con el septentrional, sobre todo en fonética. No debe confundirse el español estándar comúnmente escuchado en la mayor parte de medios de comunicación de ámbito peninsular con el español de España, que comprende variedades dialectales que pueden ser bastante diferentes entre sí.

## Bilingüismo

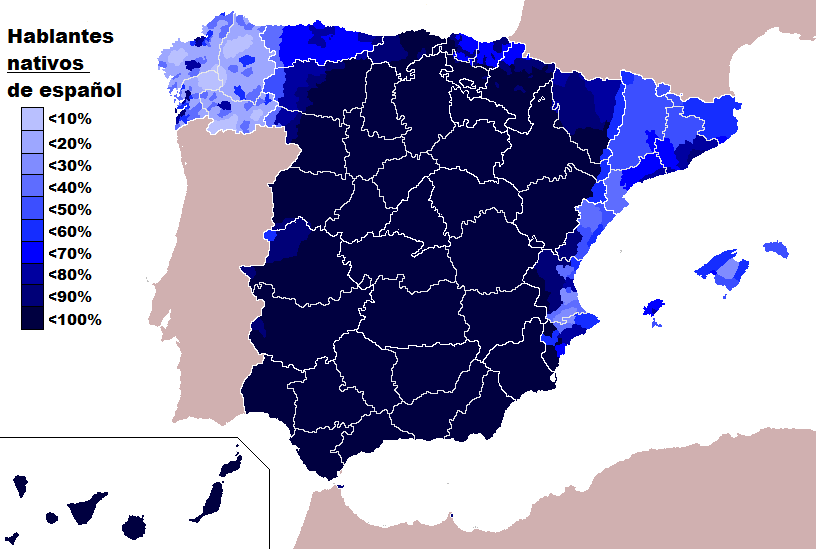
Porcentaje de hablantes nativos de idioma español en España y Andorra

En España se hablan varias lenguas. El español, idioma oficial en todo el país, es la lengua materna predominante en casi todas las comunidades autónomas de España. Seis de las diecisiete comunidades autónomas de España tienen además, junto con el castellano, otras lenguas como cooficiales. Además hay, en otras comunidades, variedades lingüísticas que no son oficiales (asturleonés, aragonés, extremeño). El bilingüismo en distintos grados y en distintas situaciones comunicativas entre el castellano y otra lengua es una práctica habitual por parte de muchos de los españoles que residen en alguna de estas comunidades autónomas.
Según la encuesta realizada por Pew en 2019, el español sería la lengua materna del 81 % de la población total, el catalán/valenciano del 12 %, el gallego del 3 %, el 3 % de la población tendría como lengua materna una lengua foránea (fruto de la inmigración), y el vasco del 1 %.